# Mihail Mamiașvili
Mihail Mamiașvili (n. 21 noiembrie 1963, Konotop, RSS Ucraineană, URSS) este un luptător ce a reprezentat Uniunea Sovietică, medaliat olimpic. A participat la o ediție a Jocurilor Olimpice (1988) în care a câștigat o medalie de aur.

## Participări
Lista de mai jos prezintă principalele competiții la care a participat Mihail Mamiașvili de-a lungul carierei.
- wrestling at the 1988 Summer Olympics – men's Greco-Roman 82 kg[*]